# 24 mars dans les chemins de fer
24 février 24 avril
Chronologies thématiques
- Croisades
- Sports
- Disney

Cette page concerne les événements qui se sont déroulés un 24 mars dans les chemins de fer.

## Événements

### XXesiècle
- 1988.  Pays-Bas :   Création de la Zuid-Limburgse Stoomtrein Maatschappij

- 1999.  Kenya :   le déraillement du train Nairobi-Mombasa près de Kyulu fait 35 morts et une centaine de blessés. L'accident serait dû à la vétusté du matériel roulant.

### XXIesiècle
- 2006.  Chili :   et Argentine, la firme portugaise Mota Engil a annoncé qu'elle commencerait courant avril la construction du Transandino del Sur, une ligne de chemin de fer transandin qui doit relier Buenos Aires à Santiago.

- 2014.  Espagne :   Mise en service du réseau de Rodalia de Gérone.

## Décès
- 1885.  France :   Ernest Goüin, est inhumé au Cimetière de Montmartre à Paris[1].

- 1910.  France :   Gaston du Bousquet, ingénieur concepteur de locomotives à vapeur, meurt à Paris[2].